# Tuerie de 2014 à Calgary
La tuerie de 2014 à Calgary a eu lieu le 15 avril 2014 à Calgary (Canada) lors d'une fête de fin d'année où cinq jeunes adultes ont été sauvagement poignardés à mort dans une maison proche de l'Université de Calgary. Il est le pire acte de meurtre de masse de l'histoire de la ville.

## La tuerie
L'attaque a eu lieu à 1h20 du matin dans une maison au 11 Butler Crescent où une trentaine de personnes étaient présentes à la fête. L'agresseur, un invité, aurait commis ses meurtres peu après son arrivée. Le meurtrier s'est mis à  poignarder à plusieurs reprises chacune de ses victimes. L'auteur présumé aurait fui à pied mais il fut arrêté 40 minutes plus tard par les autorités policières de Calgary.

### Les victimes
Les cinq victimes sont Joshua Hunter, Kaitlin Perras, Jordan Segura, Lawrence Hong et Zackariah Rathwell, ces derniers avaient tous entre 21 et 27 ans.

### Le suspect
Le présumé auteur de ce massacre est Matthew De Grood, 22 ans, un étudiant de l'université lui aussi. Il est inculpé de cinq chefs d'accusations pour meurtre au premier degré. Il est le fils d'un officier de police de la ville avec le grade d'inspecteur. Son procès doit commencer le 16 mai 2016.
Le 25 mai 2016, de Grood a été jugé non responsable pénalement des homicides sur la base d'un trouble mental (schizophrénie, par deux des trois témoins experts) qui a provoqué un épisode psychotique pendant les massacres. Selon son avocat, Allan Fay, il a délibérément tué les cinq, mais a cru qu'ils étaient des loups-garous et vampires qui menaçaient sa vie. Il comparaîtra devant la Commission de révision de l'Alberta dans les 90 jours pour déterminer son traitement.